# Stephanie Corneliussen
Stephanie Corneliussen est une actrice de télévision et un mannequin danois née le 28 avril 1987 à Copenhague, au Danemark.

## Biographie
Stephanie Corneliussen est née le 28 avril 1987 à Copenhague, au Danemark.

## Filmographie

### Cinéma

#### Long métrage
- 2022 : Le Bal de l'Enfer (The Invitation) de Jessica M. Thompson : Viktoria

### Télévision

#### Séries télévisées
- 2014 : Royal Pains : Sloane Lerner
- 2014 : Hello Ladies : Tatiana
- 2014 : The Rebels : Ashley
- 2015 : Bad Judge : Appolonia
- 2015 : The Exes : Nadia
- 2015 - 2017 : Mr. Robot : Joanna Wellick
- 2016 : Legends of Tomorrow (DC's Legends of Tomorrow) : Dr Valentina Vostok / Firestorm
- 2018 : Cameron Black : L'Illusionniste (Deception) : la femme mystérieuse
- 2019 : Legion : Gabrielle Haller